# إيسامو تانوناكا
إيسامو تانوناكا (田の中勇 تانوناكا إيسامو)؛ (19 يوليو 1932 - 13 يناير 2010)، مؤدي أصوات ياباني.

## أدواره في الأنمي

### مسلسلات أنمي تلفزيونية
- غيغيغي نو كيتارو - ميداما أوياجي
- هاكابا كيتارو - ميداما أوياجي
- دكتور سلامب - غارا، تورياما
- أبطال الديجيتال الجزء الأول - دعبول
- داي الشجاع - بلاس
- ون بيس - شوجو
- بيرسونا ترينيتي سول - إيغور
- بيرسونا 4 ذي أنيميشن - إيغور (ظهور خاص)
- بيرسونا 4 ذا غولدن أنيميشن - إيغور (ظهور خاص)
- مازنجر زد - موتشا
- وادي الأمان - رضي

### أفلام أنمي
- سلسلة أفلام غيغيغي نو كيتارو - ميداما أوياجي
- سلسلة أفلام بيرسونا 3
  - بيرسونا 3: الفصل الأول "Spring of Birth" - إيغور (ظهور خاص)

## أدواره في ألعاب الفيديو
- بيرسونا 3 - إيغور، أستاذ إيكودا
- بيرسونا 3 فيس - إيغور، أستاذ إيكودا
- بيرسونا 3 بورتبل - إيغور، أستاذ إيكودا
- بيرسونا 4 - إيغور

## وصلات خارجية
- إيسامو تانوناكا على موقع IMDb (الإنجليزية)
- إيسامو تانوناكا على موقع ميوزك برينز (الإنجليزية)
- إيسامو تانوناكا على موقع قاعدة بيانات الفيلم (الإنجليزية)
- إيسامو تانوناكا على موقع كينوبويسك (الروسية)